# Parvis Abdelkader-Mesli
Le parvis Abdelkader-Mesli est une voie située dans le 5e arrondissement de Paris, en France.

## Origine du nom
La voie porte le nom d'Abdelkader Mesli (1902-1961), imam et résistant français.